# Talk (singel)
Talk – utwór z trzeciego krążka Coldplay zatytułowanego X&Y, którego premiera miała miejsce 19 grudnia 2005. Temat wiodący zaczerpnięty bez zmian z utworu „Computerliebe” formacji Kraftwerk z 1981 roku. Piosenka z miejsca stała się hitem na muzycznym rynku i razem z utworami: „Speed of Sound” oraz „Fix You” została wydana jako singel w roku premiery albumu, czyli w 2005.

## Certyfikaty i sprzedaż
| Kraj                  | Certyfikat    | Sprzedaż |
| --------------------- | ------------- | -------- |
| Wielka Brytania (BPI) | srebrna płyta | 200 000+ |